# Městské okresy v Polsku
Město s postavením okresu (polsky miasto na prawach powiatu), zkráceně též městský okres (polsky powiat grodzki, powiat miejski), je typ územní samosprávné jednotky. Označuje obec se statusem města a zároveň se statusem samostatného powiatu (okresu). Nejvyšším představitelem místní samosprávy v těchto jednotkách je prezident města.

## Podmínky udělení statusu
Status městského okresu získala města:
- města, která měla 100 tis. obyvatel a více
- bývalá hlavní města vojvodství
- některá města ve velkých městských aglomeracích (Jastrzębie-Zdrój, Jaworzno, Myslovice, Piekary Śląskie, Siemianowice Śląskie, Sopoty, Świętochłowice, Svinoústí, Žory)

## Seznam městských okresů
Od 1. ledna 2003 má status městských okresů 66 měst:
- Dolnoslezské vojvodství (4):
  - Jelení Hora
  - Lehnice
  - Vratislav
  - Valbřich
- Kujavsko-pomořské vojvodství (4):
  - Bydhošť
  - Grudziądz
  - Toruň
  - Włocławek
- Lublinské vojvodství (4):
  - Biała Podlaska
  - Chełm
  - Lublin
  - Zamość
- Lubušské vojvodství (2):
  - Gorzów Wielkopolski
  - Zelená Hora
- Lodžské vojvodství (3):
  - Lodž
  - Piotrków Trybunalski
  - Skierniewice
- Malopolské vojvodství (3):
  - Krakov
  - Nowy Sącz
  - Tarnów
- Mazovské vojvodství (5):
  - Ostrolenka
  - Płock
  - Radom
  - Siedlce
  - Varšava
- Opolské vojvodství (1):
  - Opolí
- Podkarpatské vojvodství (4):
  - Krosno
  - Přemyšl
  - Řešov
  - Tarnobřeh
- Podleské vojvodství (3):
  - Bělostok
  - Lomže
  - Suwałki
- Pomořské vojvodství (4):
  - Gdaňsk
  - Gdyně
  - Słupsk
  - Sopoty
- Slezské vojvodství (19):
  - Bílsko-Bělá
  - Bytom
  - Chořov
  - Čenstochová
  - Dąbrowa Górnicza
  - Gliwice
  - Jastrzębie-Zdrój
  - Jaworzno
  - Katovice
  - Mysłowice
  - Piekary Śląskie
  - Rybnik
  - Siemianowice Śląskie
  - Slezská Ruda
  - Sosnovec
  - Świętochłowice
  - Tychy
  - Zabrze
  - Żory
- Svatokřížské vojvodství (1):
  - Kielce
- Varmijsko-mazurské vojvodství (2):
  - Elbląg
  - Olštýn
- Velkopolské vojvodství (4):
  - Kališ
  - Konin
  - Lešno
  - Poznaň
- Západopomořanské vojvodství (3):
  - Koszalin
  - Štětín
  - Svinoústí